# Schloss Frohburg

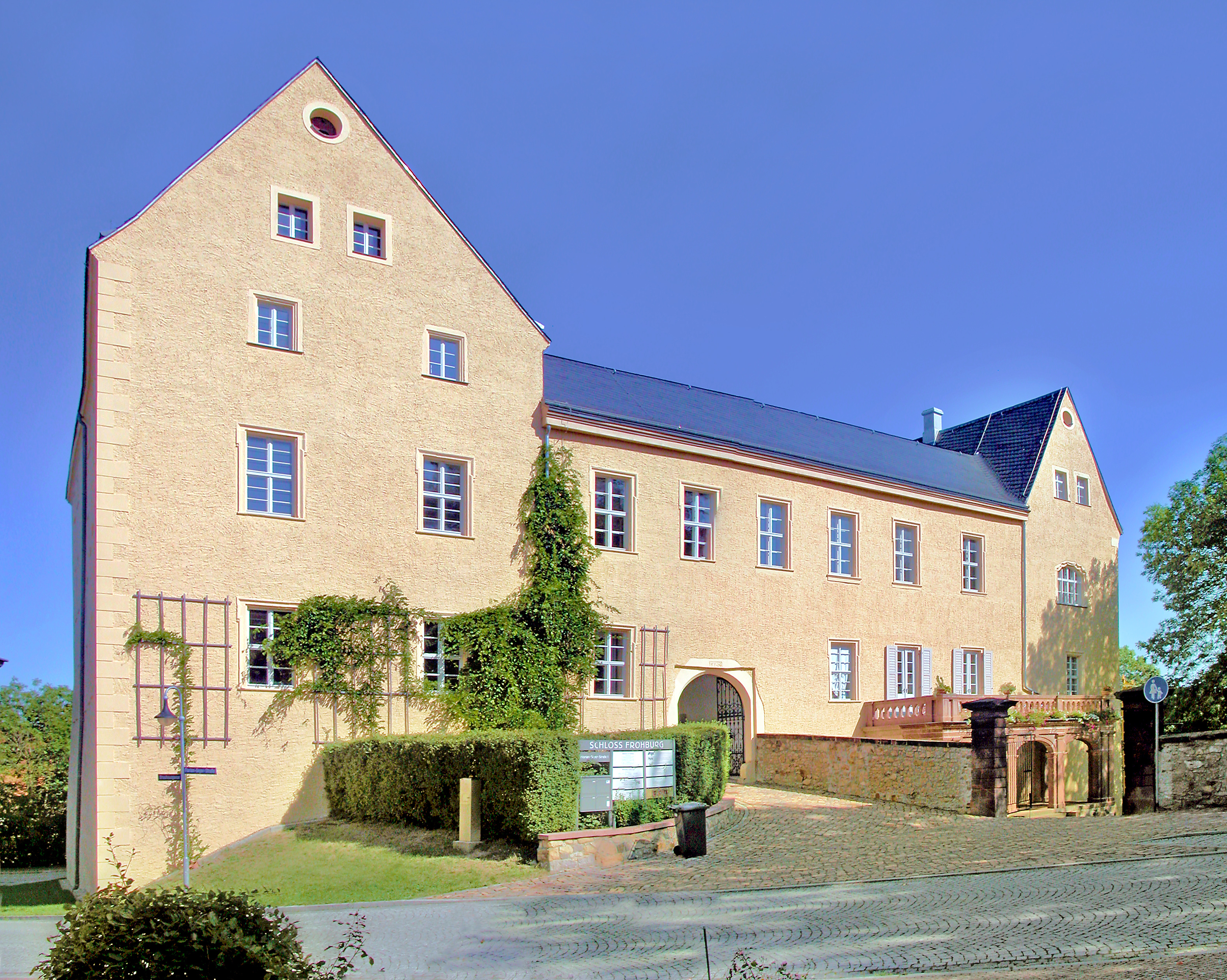
Schloss Frohburg von Süden (2009)

Das Schloss Frohburg ist ein Gebäudekomplex in der sächsischen Kleinstadt Frohburg im Landkreis Leipzig. Das mehrere hundert Jahre Baugeschichte repräsentierende älteste Bauwerk der Stadt diente bis 1945 als Verwaltungs- und Repräsentationssitz für eines der größten Rittergüter Sachsens. Heute beherbergt es das Museum der Stadt.

## Lage und Beschreibung
Das Schloss Frohburg liegt an der Florian-Geyer-Straße etwa 300 Meter südlich des Marktplatzes auf einem flachen Hügel zwischen dem Schlossteich im Westen und dem Fluss Wyhra im Osten, der in Schlossnähe ein Wehr passiert. Nach Südosten schließt sich der Schlosspark an.
Das Schloss ist eine Vierflügelanlage um einen unregelmäßig geformten Innenhof, zu dem eine Tordurchfahrt durch den Südflügel führt. Die Gebäude besitzen zwei und drei Geschosse. Sie sind mit einem ockerfarbenen Rauputz versehen und zeigen an den Gebäudeecken eine Scheinquaderung aus Glattputz. Im Hof herrscht heller Putz vor.
Neben der Toreinfahrt befindet sich ein Altan auf vier Pfeilern. Die meisten Fenster sind von einem barocken Ohrengewände eingefasst, an der Südwestecke aber auch zwei von einem spätgotischen Vorhangbogengewände. Nach dem Hof sind die Fenstergewände aus Rochlitzer Porphyr. Die Dächer sind mit Schiefer gedeckt.
Die Kellergewölbe gehen teilweise auf die Romanik zurück. Von den restaurierten Räumen sind besonders der Steinsaal und der Bildersaal zu erwähnen. Im Park befindet sich das noch zu restaurierende Gartenhaus.

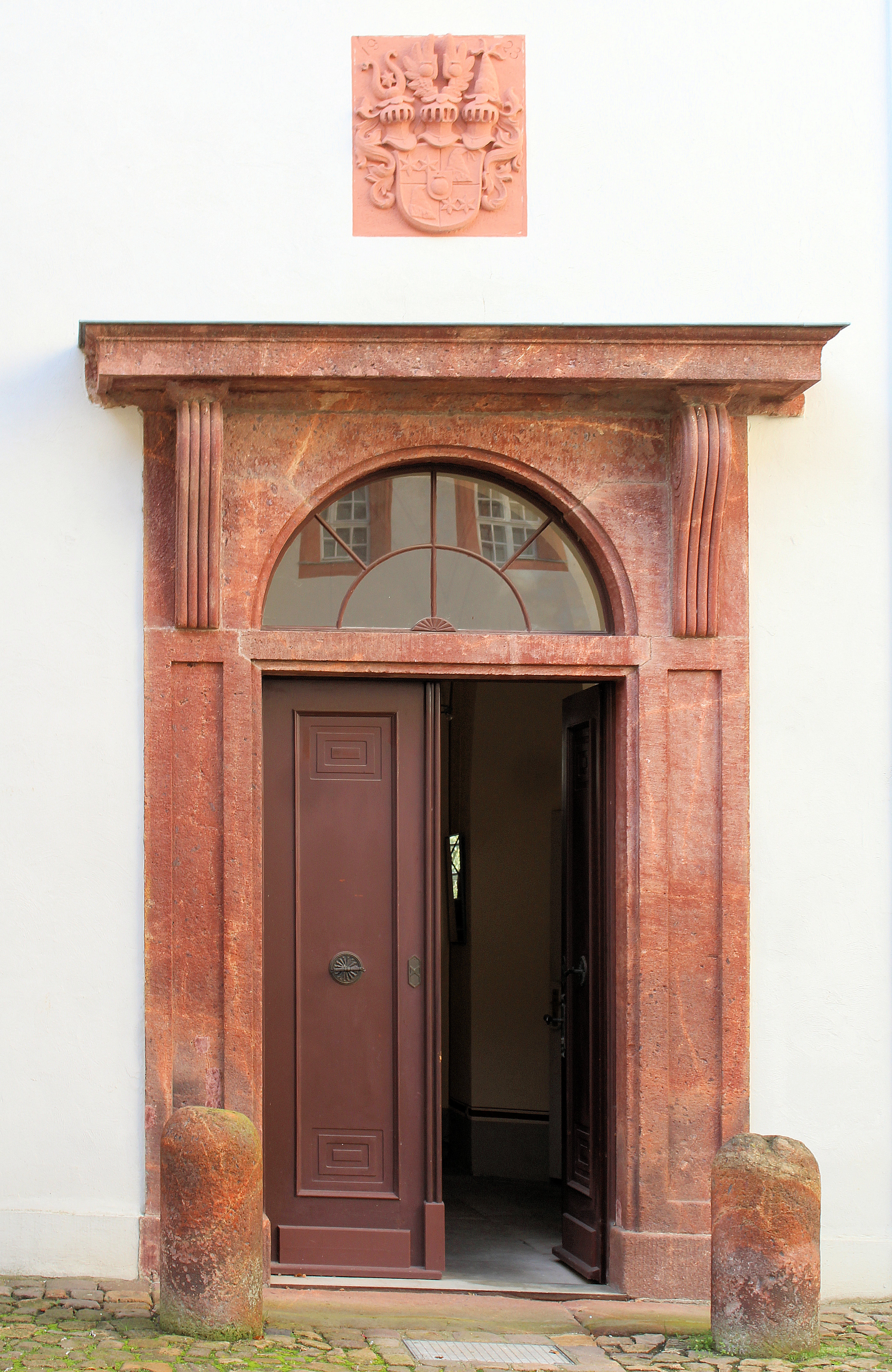
Portal und Wappen
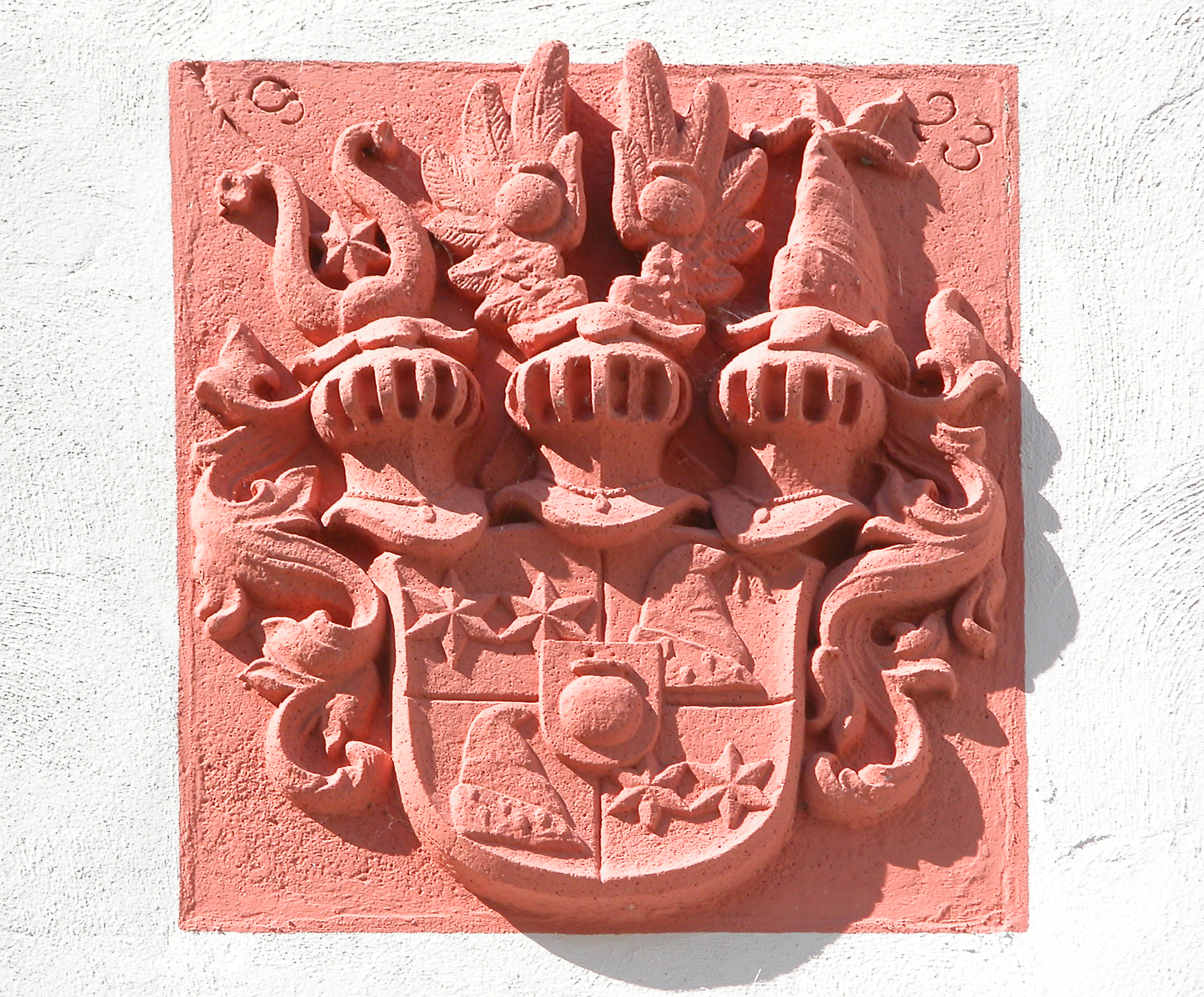
Wappen Krug v. Nidda u. Falkenstein
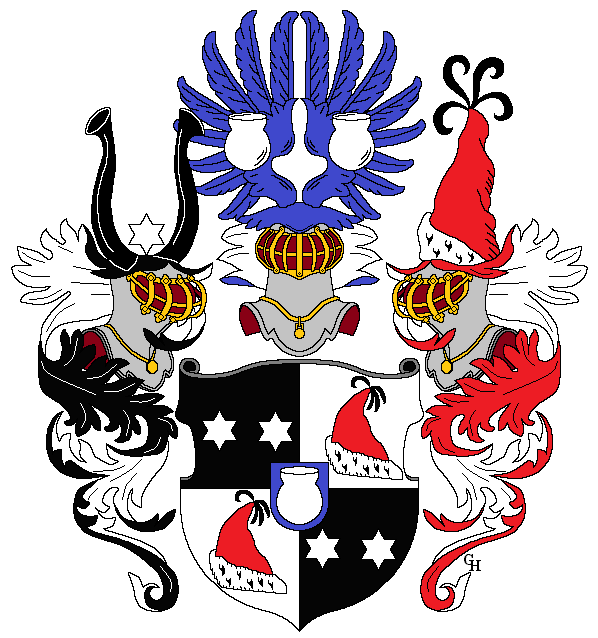
Wappen Krug von Nidda und Falkenstein
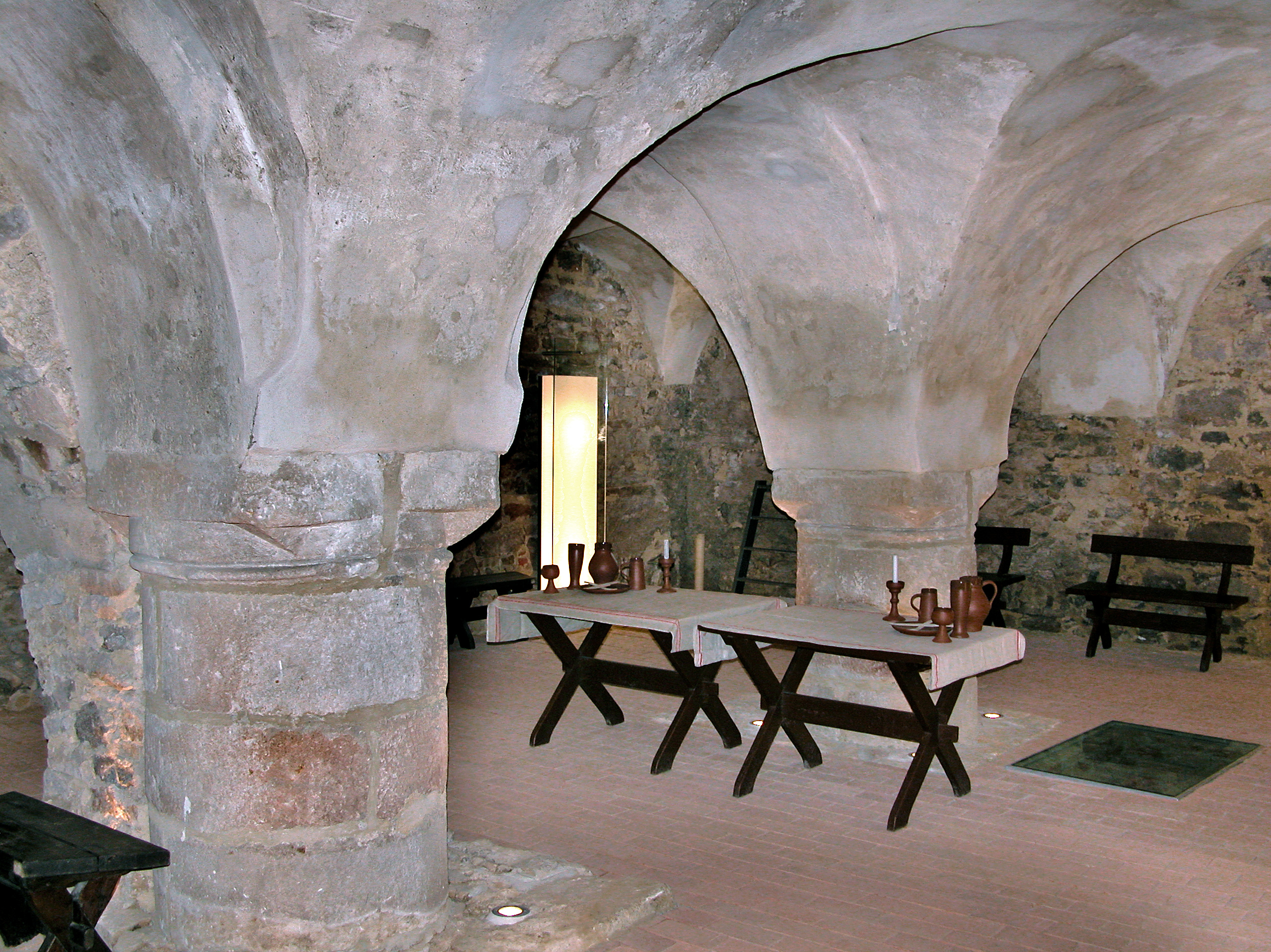
Kellergewölbe
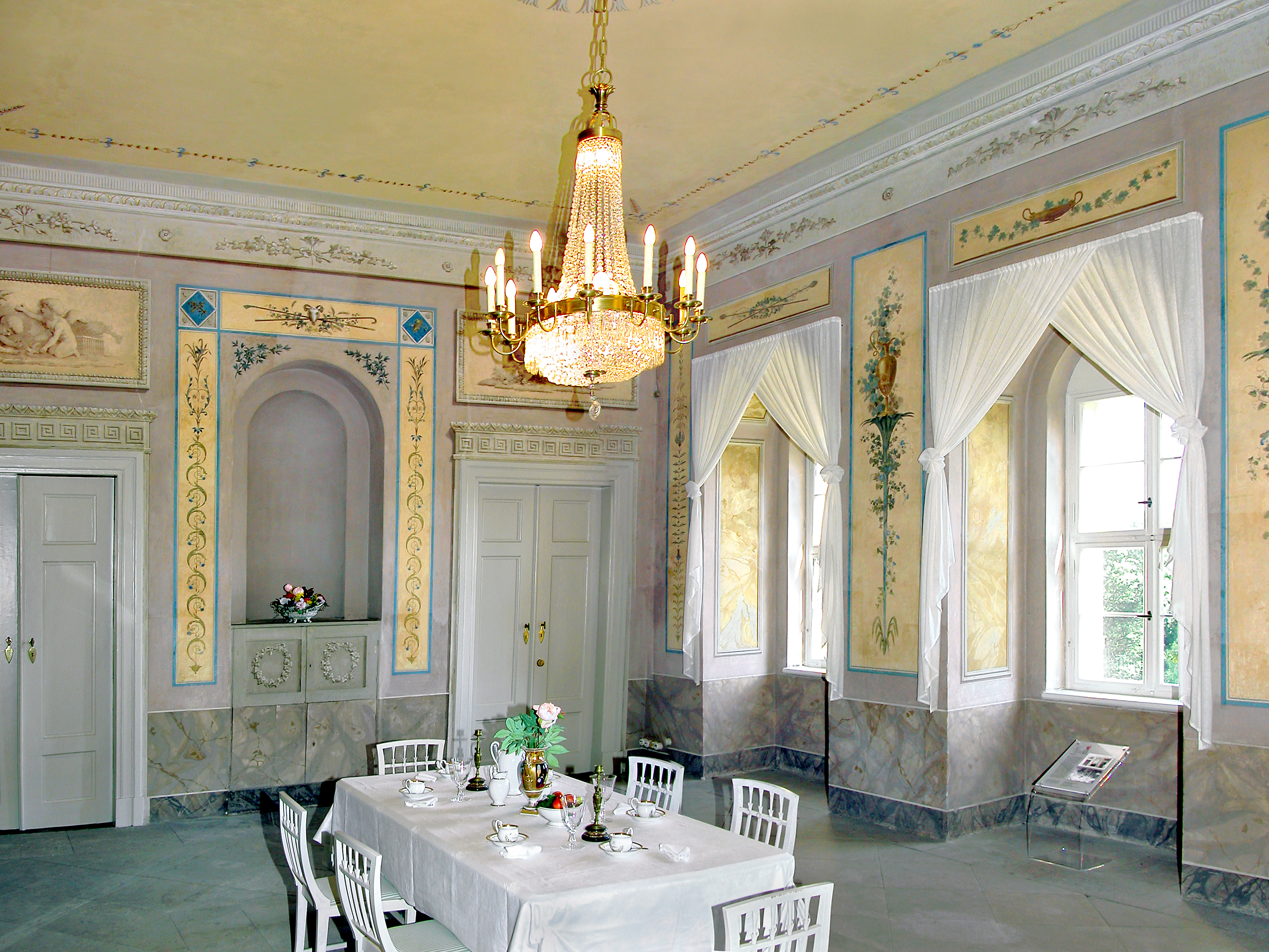
Steinsaal
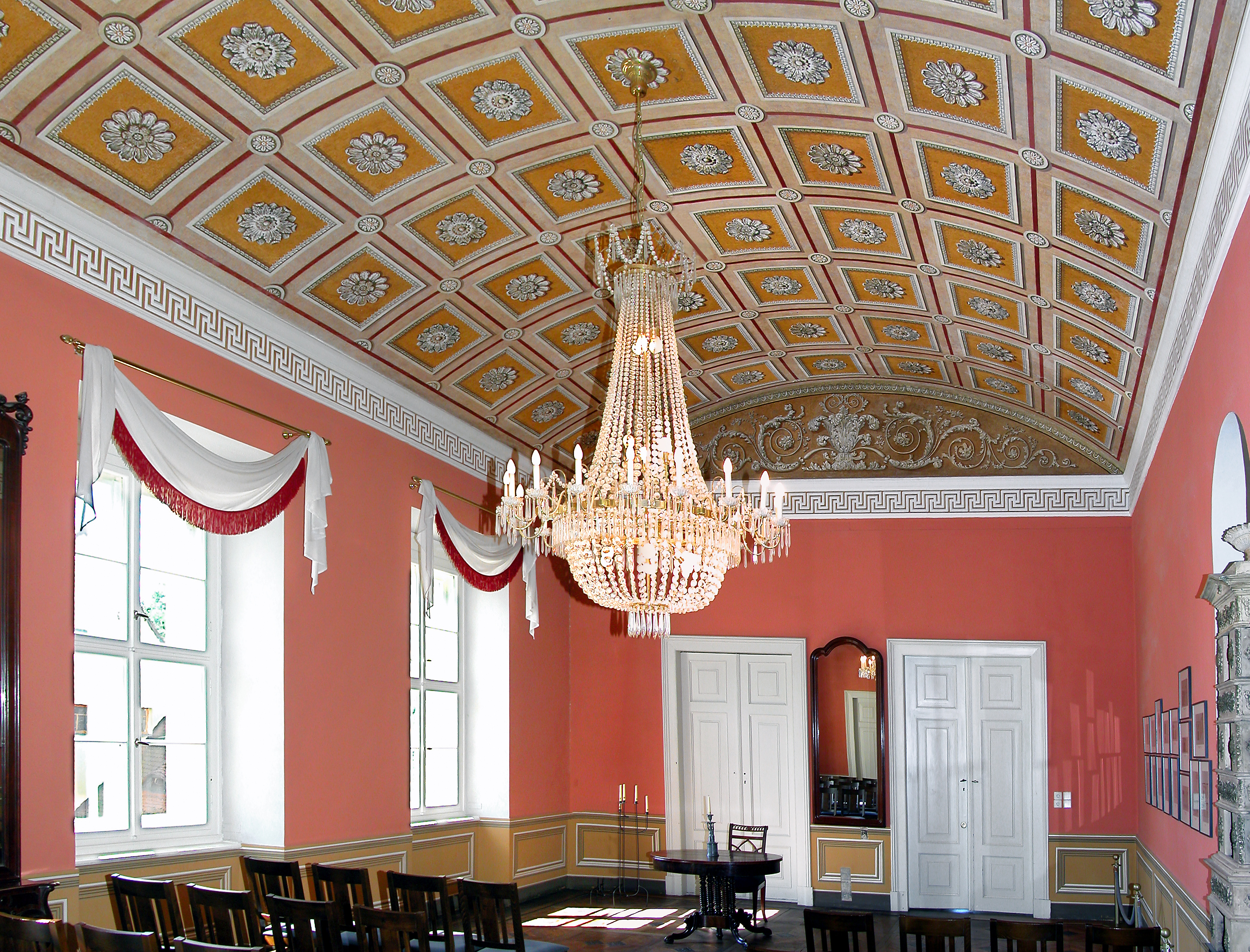
Bildersaal

## Museum
Das Museum der Stadt Frohburg wurde 1921 gegründet und befand sich zunächst an verschiedenen Orten der Stadt, bis es 1974 ins Schloss zog.
Die Dauerausstellung widmet sich den Schwerpunkten Kunstkeramik von Kurt Feuerriegel (1880–1961), historisches Spielzeug sowie  klassizistische Raumgestaltung an den Beispielen Steinsaal und Bildersaal. Der Keramiker Kurt Feuerriegel wirkte während der ersten Hälfte des 20. Jahrhunderts in Frohburg, förderte das hiesige Töpferhandwerk und schuf selbst Arbeiten auf hohem künstlerischem Niveau. Es werden Fayencen, Terrakottaplastiken, Ofenkacheln, Baukeramik und Fassadenschmuck gezeigt. Die den gesamten Bereich des Spielzeugs abdeckende Sammlung präsentiert Exponate vom Beginn des vorigen Jahrhunderts bis in die 1970er Jahre, wie Kaufmannsläden, Puppen, Puppenstuben, Puppenwagen, Pferdeställe, Dampfmaschinen, Eisenbahnen, Marionettentheater und vieles mehr. In den klassizistisch gestalteten Sälen vom Beginn des 19. Jahrhunderts beeindrucken besonders das romantische Wandgemälde des italienischen Nemisees von Karl Ludwig Kaaz (1773–1810) im Steinsaal und die mit Rosetten unterschiedlicher Form gemalte Kassettendecke im Bildersaal.
Darüber hinaus veranstaltet das Museum jährlich Sonderausstellungen. Ab 2015 hießen deren Themen „Geschichte der Mode“, „Konsumwerbung“ und „Teddybären“.
Besondere Angebote für Kinder sind die „Historische Schulstunde“ in einem Klassenzimmer um 1900 und mit den damaligen Unterrichtsmitteln und Lehrstoffvermittlungen sowie verschiedene Aktivitäten in Schloss und Park.
Am Gebäude selbst werden Beispiele verschiedener Bauphasen demonstriert, so das romanische Kellergewölbe im Westflügel, eine farbig gefasste Holzbalkendecke aus der Renaissance im Nordflügel und das repräsentative barocke Treppenhaus im Westflügel.

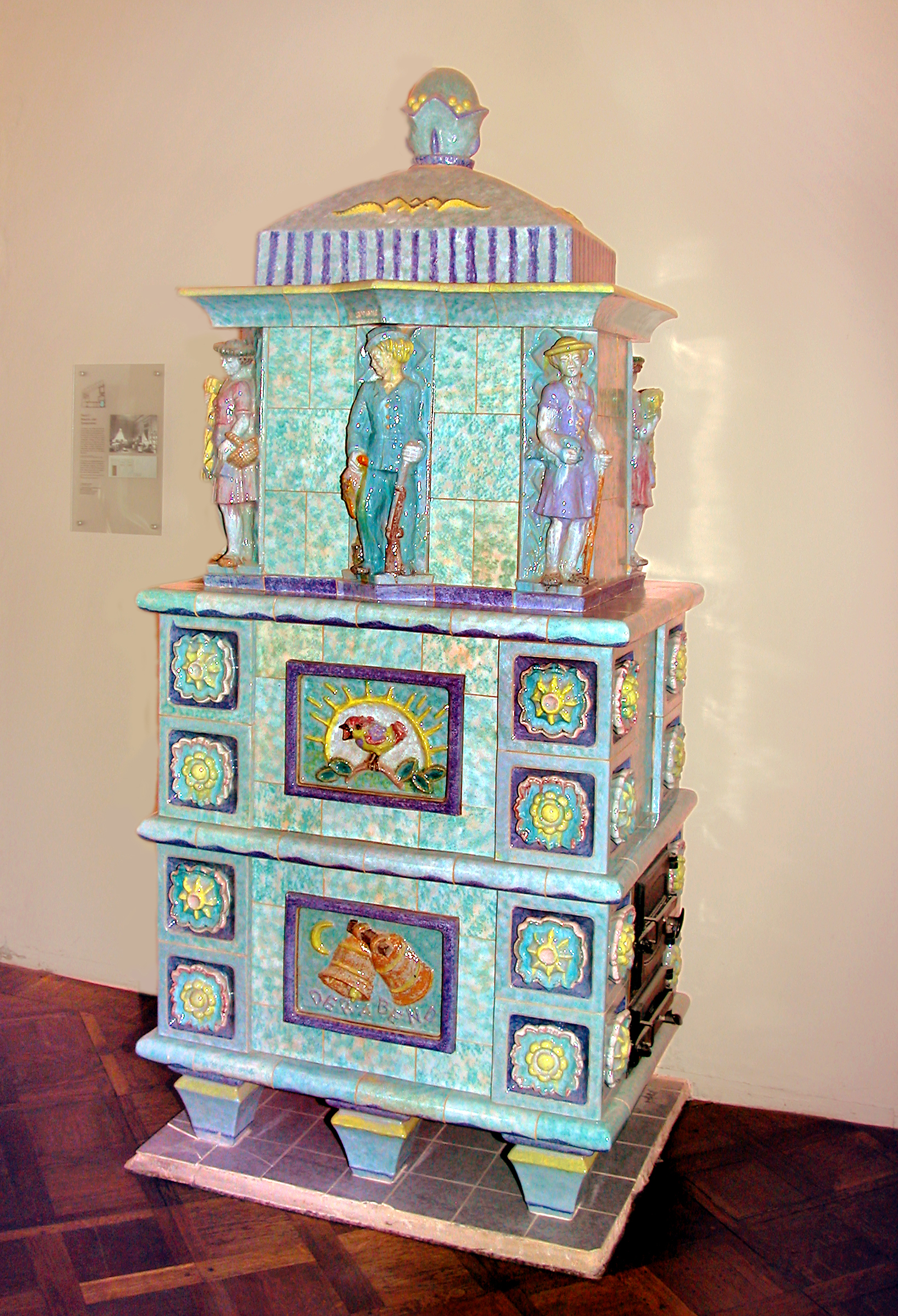
Keramikkamin von Kurt Feuerriegel
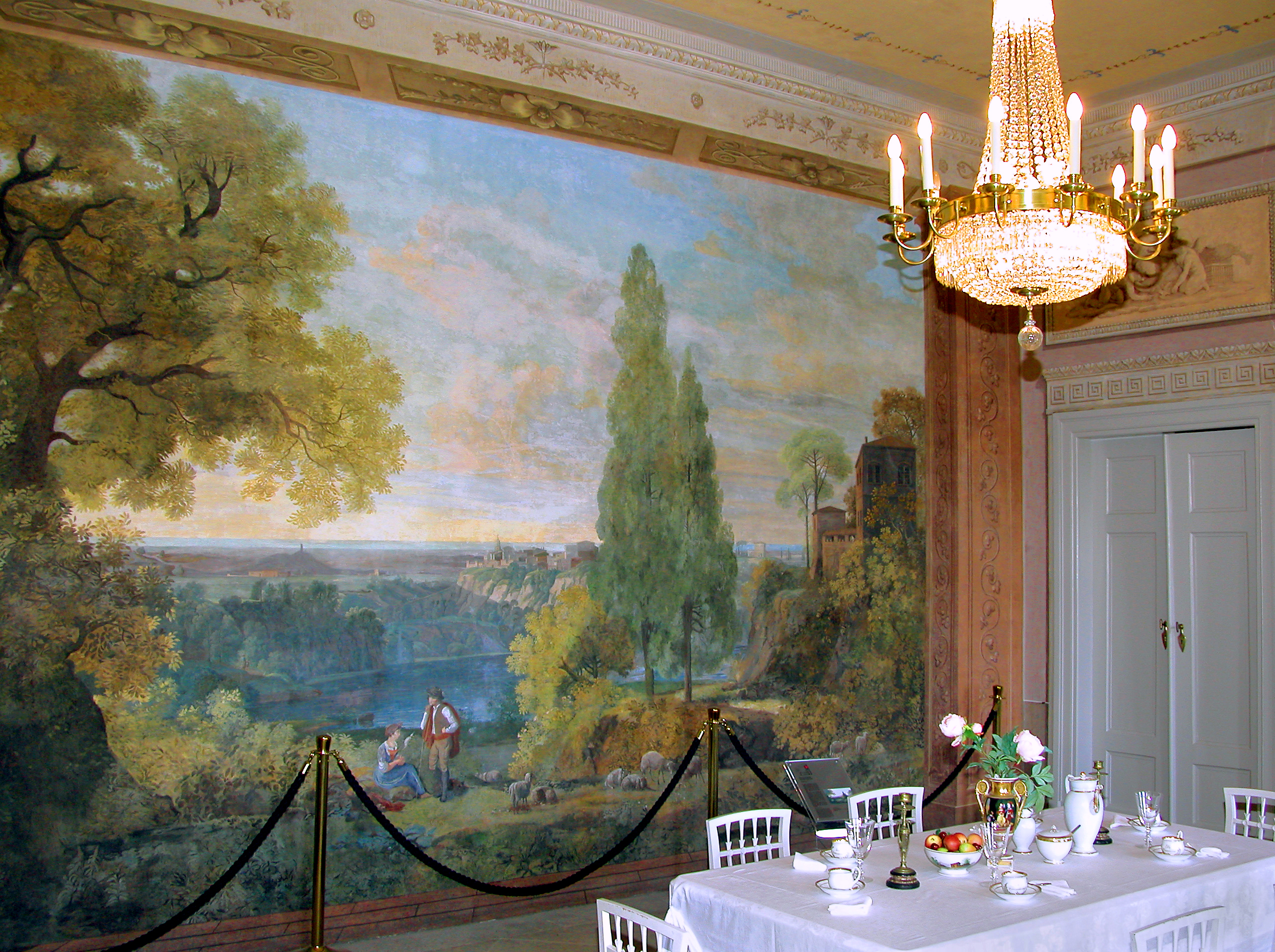
Wandbild Nemisee von Karl Ludwig Kaaz
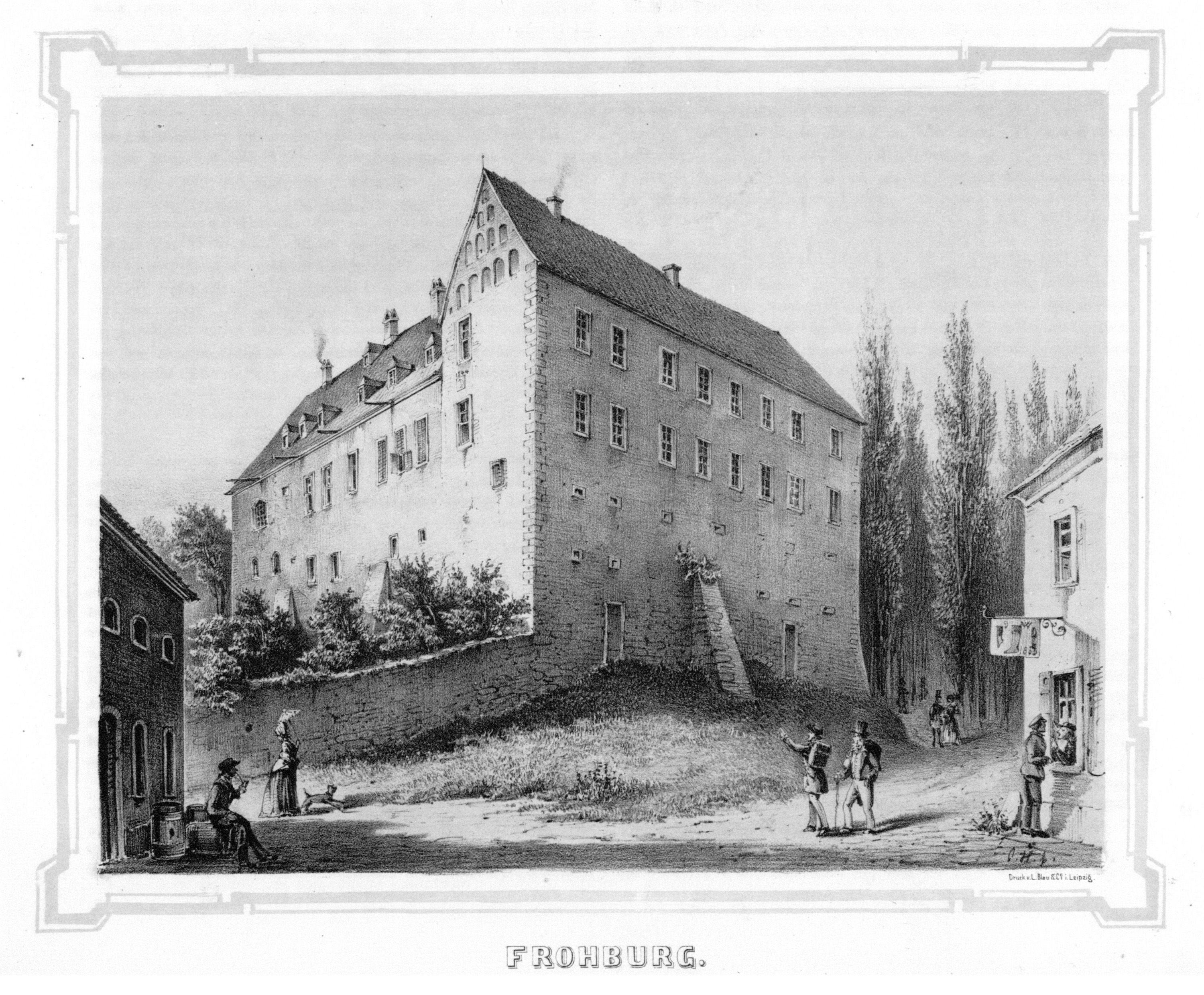
Schloss Frohburg um 1840

## Geschichte
Das Schloss entwickelte sich aus einer Burg, die im 12. Jahrhundert aus drei steinernen Bauten (etwa zwei Türmen und einem Palas) bestand und von einer Mauer umgeben war. Der häufige Besitzerwechsel führte jeweils zu reger Bautätigkeit. Um 1500 war der Bau in seinem heutigen Grundriss und Erscheinungsbild als Vierflügelanlage abgeschlossen, die Giebel wurden in der Renaissance Mitte des 16. Jahrhunderts gestaltet. Die folgenden Jahrhunderte waren geprägt von Veränderungen des inneren und äußeren Erscheinungsbildes, wie der Putz- und Farbfassungen, Fenster- und Türformen sowie der Grundrisssituation im Innenbereich und der dekorativen Ausgestaltung verschiedener Räumlichkeiten.
1649 kaufte der Obristwachtmeister August Friedrich von Kötteritz († 26. Oktober 1668) das Schloss. Er mach sich sehr um die Wiederaufbau des verwüsteten Schlosses und der Stadt verdient, nach seinem Tod wird er in der örtlichen Kirche begraben. Von ihm erhielt es seine Frau Anna Elisabeth von Loeben (†  Oktober 1680) und nach ihrem Tod die Söhne Casper Sebastian und August Friedrich. Casper Sebastian starb kurz nach seiner Mutter. Sein Bruder August Friedrich verkaufte das Schloss bereits 1681 an den Frei- und Bannerherren Friedrich von Born. Dieser tausche das Schloss mit Carl Haubold von Bose († 26. Januar 1721) gegen das Gut Großhermsdorf. Nach dem Tod der Witwe Christiana Hedwig von Bose geb. von Bünau († 3. Mai 1726) verkauften die Erben das Gebäude an den Geheimen Rat Philipp Adam zu Eltz († 21. Oktober 1727). Von ihn erbte es sein Neffe Philipp Adam von Hardenberg († 20. Mai 1760). Der ließ seinen Sohn den Domherren Georg Ludwig von Hardenberg (1720–1786) mit dessen Frau Marie Anna Dorothes von Cronberg dort wohnen. Er verschuldete sich stark, dazu kamen der Siebenjährige Krieg und seine Scheidung. So ging er 1765 Konkurs, dessen Abwicklung bis zu 1777 dauerte. Das Schloss wurde versteigert und am 26. September 1777 ersteigerte der Leipziger Kreisamtmann Johann Gottfried Blümner (1724–1798) Gut und Schloss Frohburg aus der Konkursmasse. Nach seinem Tod erbten die Kinder Heinrich (1765–1839), Ernst und Caroline zu gleichen Teilen. 1801 überließen Heinrich und Caroline ihre Anteile Ernst, sodass dieser alleiniger Besitzer von Frohburg wurde.
Unter Ernst Blümner gelangte das Schloss zu seiner überregionalen kultur- und kunstgeschichtlichen Bedeutung. Er hatte von 1801 bis 1804 eine Bildungsreise unter anderem nach Italien unternommen, das ihn sehr beeindruckte, und er besaß zahlreiche Kontakte zur Dresdner Kunstszene. Neben äußeren Umbauten ließ er den Bildersaal mit dem Tonnengewölbe nach Plänen des Dresdner Architekten und Malers Johann Gottfried Klinsky (1765–1828) gestalten, den er mit Arbeiten von unter anderem Philipp Hackert (1737–1807), Dorothea Stock (1760–1832) und aus dem Dresdner Romantikerkreis des Landschaftsmalers Johann Christian Klengel (1751–1824) und des Malers Anton Graff (1736–1813) füllte. Das Wandgemälde von Karl Ludwig Kaaz im Steinsaal entstand 1805.
Nach Ernst Blümners frühem Tod erbte zunächst sein Sohn  Ernst August (1815–1832). Nach dessen Tod fiel das Erbe wieder an die Geschwister.  1839 starb Heinrich kinderlos und als Caroline 1853 als verehelichte Gruner starb, blieb das Schloss zwar in der Familie, aber der Name Blümner war erloschen. Nach weiteren Einheiraten  traten nach Gruner die Namen von Falkenstein, Krug von Nidda und schließlich „Krug von Nidda und von Falkenstein“ hinzu. Nach der Enteignung in der Sowjetischen Besatzungszone im Jahr 1945 und der Aufteilung der 977 ha Grundbesitz an Landarbeiter und bodenarme Bauern zogen von 1946 bis 1974 Kindergarten, Schule und Hort im Schloss ein, bis anschließend das Museum folgte. Die bereits zur DDR-Zeit begonnene Restaurierung wurde nach 1990 umfassend fortgesetzt.